# Phricotelphusa elegans
Phricotelphusa elegans is een krabbensoort uit de familie van de Gecarcinucidae. De wetenschappelijke naam van de soort is voor het eerst geldig gepubliceerd in 1898 door De Man.